# Airbourne
Gli Airbourne sono un gruppo musicale hard & heavy di Warrnambool, Australia, formatosi nel 2003.

## Storia

### Gli inizi (2003)
All'età di 11 anni, Joel O'Keeffe iniziò a suonare pezzi di chitarra tratti da famosi artisti australiani come AC/DC o Rose Tattoo tentando così di imitarli. In questo periodo il suo fratello maggiore, che all'epoca aveva 15 anni, cominciò, ispirato da lui a suonare la batteria. Dopo qualche tempo i due fratelli O'Keeffe decisero di formare una band.
Nel 2003 con l'arrivo del chitarrista David Roads, conosciuto da Joel O'Keeffe mentre stava lavorando in un hotel, e dal bassista Justin Street, conosciuto sempre dal chitarrista/cantante ad una festa in Australia alla quale iniziarono a parlare tra di loro di cosa facevano nella loro vita, la line-up della band fu completata. Così Joel conobbe Justin e quello fu il giorno della nascita vera e propria degli Airbourne.

### Ready to Rock(2003-2006)
Nel 2005 pubblicarono il primo EP autoprodotto dal titolo Ready to Rock contenente 8 tracce. Dopo lo spostamento a Melbourne, firmarono un contratto per cinque album con la Capitol Records che li portò ad esibirsi di supporto a band come Mötley Crüe, Motörhead e Rolling Stones, oltre alla partecipazione a numerosi festival musicali estivi.

### Runnin' Wilde il successo (2006-2008)
Gli Airbourne si trasferirono nel 2006 negli Stati Uniti per cominciare a lavorare al loro primo album in studio internazionale, Runnin' Wild, con il leggendario produttore Bob Marlette. Runnin' Wild è stato pubblicato in Australia il 23 giugno 2007. Tre singoli sono stati pubblicati dal album, Runnin' Wild, Too Much, Too Young, Too Fast, brano all'interno anche di Guitar Hero World Tour e Diamond In The Rough. Il 19 febbraio 2007, la Capitol Records ha annullato il suo contratto discografico con gli Airbourne, ma l'album è stato pubblicato ugualmente in Australia attraverso la EMI. La band poco dopo ha firmato con Roadrunner Records per la distribuzione del disco in tutto il resto del mondo. Il 3 marzo 2010 si esibiscono all'Alcatraz di Milano conquistando il pubblico italiano.
Il 2 settembre 2008, MetalSucks ha pubblicato un'intervista esclusiva con Joel O'Keeffe. Sulla questione, riguardante la grandissima somiglianza con gli AC/DC, Joel disse:
(Joel O'Keeffe)
Il 28 novembre, presso l'Astoria di Londra, Daniel Hawkins (Stone Gods/The Darkness) si è unito agli Airbourne sul palco per suonare Whole Lotta Rosie degli AC/DC. Hawkins ha suonato la chitarra di Joel (una Gibson Explorer bianca), mentre Joel per l'occasione ha solo cantato.

### No Guts, No GloryeBlack Dog Barking(2009-oggi)

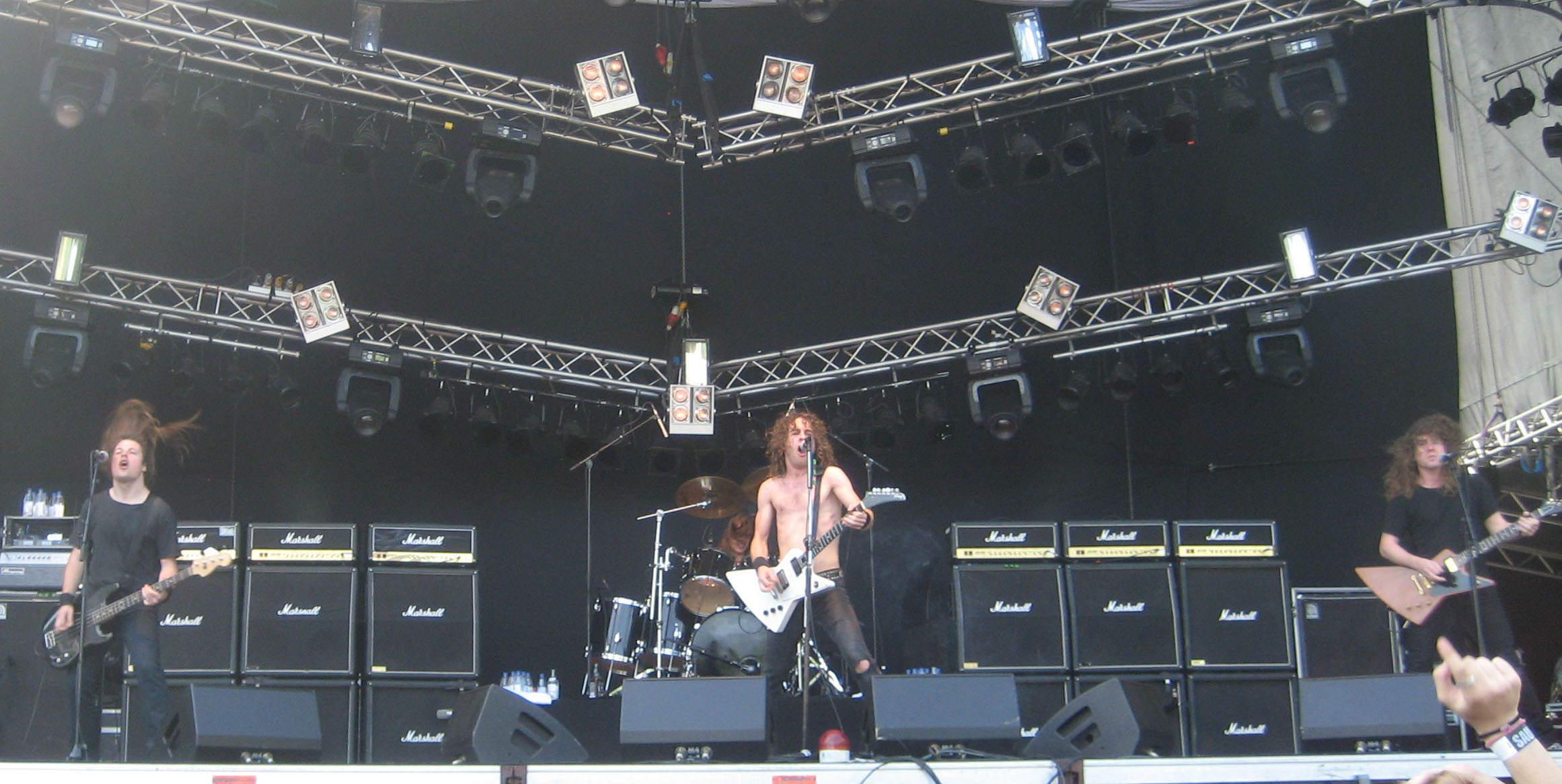
Gli Airbourne al Sauna Open Air festival 2008

Il 27 ottobre 2009, fu annunciato ufficialmente che il loro secondo album in studio si sarebbe chiamato No Guts, No Glory. La data di pubblicazione del lavoro venne fissata per il 12 marzo 2010.

In un'intervista il chitarrista ritmico, David Roads, ha confermato che la band sarebbe entrata in studio alla fine di gennaio 2009 per lavorare sul nuovo materiale. Nel numero del 17 gennaio della rivista Kerrang!, Joel O'Keeffe ha rivelato che la band aveva iniziato a scrivere e registrare il materiale del nuovo album nel Criterion Hotel di Warnambool, un pub dove in passato avevano già suonato molti dei loro concerti.
(Joel O'Keeffe)
Una delle canzoni che si presume sia sul nuovo album, sarà "Heads Are Gonna Roll", che già figurava in una versione speciale di Runnin' Wild.
Una nuova canzone, Born to Kill è stata suonata per la prima volta dal vivo presso il Logan Campbell Centre, ad Auckland, Nuova Zelanda, il 7 ottobre 2009. Questa canzone è stato il primo materiale nuovo ad essere suonato dal vivo dal 2008, cosa che probabilmente sta ad indicare che questo pezzo potrebbe apparire sul nuovo album.
L'uscita dell'album è stata accolta dai fan in maniera più fredda rispetto al precedente lavoro Runnin' Wild. Non sono mancate anche le critiche, la troppa somiglianza con il loro primo disco ha messo in luce una certa monotonia sia nella costruzione dei pezzi sia nei testi.
Nell'autunno del 2012 gli Airbourne annunciarono il loro rientro in studio per dare alla luce il loro terzo disco, Black Dog Barking, che è uscito in tutto il mondo nel maggio 2013.
Il 21 maggio 2013 esce in tutto il mondo il terzo album degli Airbourne, Black Dog Barking. Il lavoro riceve buoni consensi e la band si imbarca in tour che parte in aprile dagli Stati Uniti per poi proseguire per i festival europei in giugno e successivamente in Australia.
Il 23 settembre 2016 viene pubblicato il quarto album degli Airbourne intitolato Breakin' Otta Hell. L'uscita del disco è preceduta dalla pubblicazione di due singoli: Breakin' Otta Hell e Rivarly. Il disco contiene 11 tracce tra cui It's All for Rock 'n' Roll dedicata a Lemmy Kilmister.
Il 7 aprile 2017 il gruppo annuncia l'uscita di David Roads dalla formazione, rimpiazzato da Harri Harrison.

## Canzoni in altri media
Gran parte del crescente successo degli Airbourne è dato anche dall'esposizione che hanno avuto anche in altri media, in particolare nei video games. Gli Airbourne hanno fornito alcuni pezzi da aggiungere alla colonna sonora dei seguenti videogiochi:
- Burnout Paradise, Guitar Hero World Tour e NASCAR 09 - Too Much, Too Young, Too Fast
- Madden NFL 08, NHL 09, NASCAR 09, Rock Band e Rock Band 2 - Runnin' Wild
- NASCAR 08, NHL 08, Medal of Honor: Airborne, Brütal Legend e Madden NFL 09 - Stand Up for Rock 'N Roll
- Need for Speed: ProStreet, NFL Tour, Need for Speed: Undercover e Ground Tony Hawk's Proving - BlackJack
- Skate - Let's Ride
- WWE SmackDown vs. Raw 2009 e WWE SmackDown vs. Raw 2010 - Turn Up the Trouble
- Madden NFL 10 - Heads Are Gonna Roll

Un altro luogo dove gli Airbourne hanno guadagnato una grande esposizione mediatica nel corso dell'ultimo anno è in WWE. La loro canzone Stand Up for Rock And Roll è stata la colonna sonora per il PPV Royal Rumble 2008. Hanno inoltre suonato anche una versione del pezzo d'ingresso di Mr. Kennedy, Turn Up the Trouble, che ha sostituito la versione originale di Jim Johnston.
Nel film Lost Boys: The Tribe, un sequel dell'originale Ragazzi perduti, è stata usata la canzone Too Much, Too Young, Too Fast, ed è stata utilizzata anche nel trailer della commedia Una notte con Beth Cooper.
La canzone Let's Ride compare nel film College del 2008.
La canzone Diamond in the Rough è costantemente utilizzata durante il Network's Seven per la V8 Supercar Championship Series del 2009.
La canzone Live it Up è la colonna sonora ufficiale del PPV Extreme Rules 2013, mentre Breakin' outta hell è da anni la colonna sonora del PPV Hell In A Cell.
Le canzoni Live It Up e Runnin' Wild sono state usate come colonna sonora di Race Edit di Formula 1.

## Formazione

### Formazione attuale
- Joel O'Keeffe – voce, chitarra solista (2003-oggi)
- Ryan O'Keeffe – batteria (2003-oggi)
- Brett Tyrrell – chitarra ritmica (2023-oggi)
- Justin Street – basso (2003-oggi)

### Ex componenti
- David Roads – chitarra ritmica (2003-2017)
- Harri Harrison – chitarra ritmica (2017-2023)

## Discografia

### Album studio
- 2007 – Runnin' Wild
- 2010 – No Guts. No Glory.
- 2013 – Black Dog Barking
- 2016 – Breakin' Outta Hell
- 2019 – Boneshaker

### Extended plays
- 2004 – Ready to Rock
- 2007 – Live at the Playroom

## Premi e riconoscimenti
- ARIAS
  - Nominati: Best Rock Album (2007) con Runnin' Wild
  - Nominati: Breakthrough Album Of The Year (2007) con Runnin' Wild
- SleazeRoxx.com
  - Vincitori: Best Album[10] (2007) con Runnin' Wild
  - Votato 12° Miglior Album del (2007)[11] con Runnin' Wild
- UltimateRockGods.com
  - Nominati: Best Rock Vocal Performance (2007) con Runnin' Wild
  - Nominati: Best Rock Song (2007) con Runnin' Wild
  - Nominati: Best New Artist (2007)
- Metal Hammer Golden Gods Awards
  - Vincitori: Best Debut Album (2008) con Runnin' Wild
- Classic Rock Roll Of Honour Awards
  - Vincitori: Best New Band (2008)[12]